# راجش خانا
راجش خانا (راجش کانا) با نام تولد جاتین خانا (زاده ۱۲ دسامبر ۱۹۴۲ در امریتسار، ایالت پنجاب - درگذشته ۱۸ ژوئیه ۲۰۱۲ در امریتسار، ایالت پنجاب) بازیگر، تهیه‌کننده و سیاستمدار هندی بود.

## زندگی‌نامه
سال ۱۹۷۴ بی‌بی‌سی فیلمی دربارهٔ او زیر نام «سوپراستار بمبئی» ساخت. راجش خانا یکی از بانفوذترین بازیگران تاریخ سینمای هند بود.

## در ایران
راجش خانا با فیلم‌هایی مانند دل‌های شکسته و گلستان که بارها و بارها از تلویزیون ایران پخش شد به نمادی برای فیلم‌های هندی در ایران پس از انقلاب تبدیل شد.

## فیلم‌شناسی
فهرست برخی از فیلم‌هایی که راجش خانا در آن‌ها به ایفای نقش پرداخته است:
- اوتار
- دل‌های شکسته
- گلستان
- بیا برگردیم
- من دشمن تو هستم
- پدر آواره
- عبادت
- پایان گناه
- رقصنده دیسکو
- آخرین نامه
- پیروزی
- لکه
- بادبادک
- نگاه
- استاد
- گام نو
- مقصد
- سبک
- آشپز
- کار
- خاموشی
- الماس قلب
- راجپوت
- هر دو ما
- طبیعت
- درد
- محدودیت
- مردم حولدار
- محبوبه
- شهر عشق
- دین و قانون
- خانه خانوادگی
- من عاشق بهار هستم
- اگر آنجا نبودی
- آشانتی
- فیل‌ها دوست من هستند
- شریک زندگی من
- عشق زندگی است
- کمی بی‌وفایی
- رام آوتار ام.ال.ای امروز
- بیا هم را ببینیم عشقم
- دامان
- اجنبی
- متفاوت
- نور جاویدان
- شعله‌های آتش
- تقاضا
- کشور ما
- آواز
- جمعیت
- آن که رشد می‌کند ریش است
- رویاهای بهاری
- پیوند
- ساده‌لوح
- بابو حیله‌گر
- ثروتمند
- ترازوی تقوا